# Prurigo simplex subacuta
Die Prurigo simplex subacuta ist eine Hautkrankheit und eine primäre Form einer Prurigo. Hauptmerkmale sind chronisch verlaufende, stark juckende papulöse Hautveränderungen.
Synonyme sind: Urticaria papulosa chronica; Prurigo simplex acuta et subacuta adultorum; Strophulus adultorum; Lichen urticatus; Lichen Vidal urticatus; lateinisch Acne urticata; Urticaria perstans; Prurigo simplex chronica

## Vorkommen
Bei Frauen gehäuft zwischen dem 20. und 30., bei Männern erst nach dem 60. Lebensjahr.

## Ursache
Die genaue Ursache ist bislang nicht bekannt.
Als Auslöser kommen infrage: Diabetes mellitus, Störungen der Leberfunktion oder des Hormonhaushaltes, fokale Infektionen oder ein Maligner Tumor.

## Klinische Erscheinungen
Klinische Kriterien sind:
- Hauptsächlich betroffen sind die Streckseiten der Oberarme, Außenseite der Oberschenkel, Gesäß, Brust und oberer Rücken.
- Nicht betroffen sind Schleimhäute, Handflächen und Fußsohlen
- mückenstichartige, hellrote, stark juckende Papeln mit zentralem Bläschen

Als Sonderform kann die Prurigo chronica multiformis, Synonym Prurigo multiforme Lutz, mit polymorphem klinischen Bild abgegrenzt werden.

## Differentialdiagnose
Abzugrenzen sind:
- Atopisches Ekzem, Prurigoform
- Prurigo nodularis
- Polymorphe Lichtdermatose
- Bullöses Pemphigoid, Purigoform
- Lymphomatoide Papulose
- Reaktive perforierende Kollagenose
- Neurodermitis atopica
- Skabies
- Dermatitis herpetiformis Duhring

## Therapie
Falls eine auslösende Erkrankung vorliegt, sollte diese behandelt werden. Eine gesicherte Therapie der Erkrankung selbst ist derzeit nicht bekannt.  Antihistamine, Glukokortikoide, Antibiotika und psychisch wirksame Medikamente können je nach Lage vom Arzt erwogen werden. Die Folgen des Juckreizes durch Kratzen können mittels Handpflege, insbesondere kurz gehaltene Fingernägel, verringert werden.